# 理查德·贝奇
理查德·贝奇（英語：Richard Bache，1737年9月12日—1811年4月17日）是本傑明·富蘭克林的女婿，曾任大陆会议时期的美国邮政署长。